# 達德利湖鎮區 (阿肯色州傑佛遜縣)
達德利湖鎮區（英語：Dudley Lake Township）是位於美國阿肯色州傑佛遜縣的一個行政鎮區。

## 地方資料
達德利湖鎮區的面積為152.95平方千米，當中陸地面積為152.22平方千米，而水域面積為0.73平方千米。根據2010年美國人口普查的數據，當地共有人口1821人，而人口密度為每平方千米11.91人。